# 趙彦深
趙 彦深（ちょう げんしん、507年 - 576年）は、中国の東魏から北斉にかけての官僚・政治家。本名は隠。字は彦深。本貫は南陽郡宛県。

## 経歴
趙奉伯と傅華のあいだの子として生まれた。幼いころに父を失い、貧しい生活のなかで母に孝事した。はじめ尚書令司馬子如の賤客となり、書写をつとめた。子如は彦深の仕事に誤りがないのに感心して、官庁に入れるために衣服を与えた。書令史に任用されて、1月あまりで正令史となった。
高歓が晋陽にいたとき、2人の史を求めると、子如は彦深を推挙した。後に彦深は子如の下で開府参軍をつとめ、水部郎の位を受けた。高澄が尚書令となって人事にあたると、彦深は滄州別駕として出向を命じられたが、固辞して行かなかった。子如が高歓に彦深を大丞相功曹参軍として任用するよう推薦し、高歓の発行する文書の多くは彦深の手で書かれた。彦深の慎重な仕事ぶりは高歓に高く評価された。
武定5年（547年）1月、高歓が死去すると、その死は秘密とされた。3月、高澄は河南で変事が起こることを警戒して出立し、彦深に晋陽の留守を委ねて大行台都官郎中に任じた。6月、高澄が晋陽に帰還して喪を発すると、彦深は安国県伯に封じられた。武定7年（549年）、潁川攻撃の軍に参加して、西魏の王思政を包囲した。潁川陥落が近く、高澄は彦深に単身入城して降伏を説得するよう命じた。その日のうちに潁川の西魏軍は降伏し、彦深は自ら王思政の身柄を引いて城を出た。
高洋が渤海王位を嗣ぐと、彦深は国政の機密をつかさどり、爵位は侯に進んだ。北斉の天保元年（550年）、秘書監となった。太僕卿を兼ね、大司農に転じた。文宣帝が巡幸におもむくと、彦深は太子を補佐して、後事を任された。東南道行台尚書・徐州刺史として出向し、趙行台頓と称された。天保6年（555年）11月、蕭軌の南征に従い、南朝梁から秦郡など5城を奪い、当地の治安を安定させた。召還されて侍中となり、また国政の機密をあずかった。河清元年（562年）、爵位は安楽公に進んだ。河清2年（563年）3月、尚書左僕射となった。斉州大中正・監国史をつとめた。天統3年（567年）閏6月、尚書令に任じられた。特進となり、宜陽王に封じられた。武平2年（571年）2月、司空の位を受けた。祖珽とのあいだが険悪となり、11月に西兗州刺史として出された。武平4年（573年）4月、召還されてまた司空となった。武平6年（575年）閏月、司徒に転じた。武平7年（576年）、母の喪に服すため辞職し、まもなく本官に復職した。6月、突然の病のため死去した。享年は70。

## 人物・逸話
- 彦深が3歳のとき、家人は母の傅華に再嫁させようとしたが、傅華は死を誓って許さなかった[34][33][16]。
- 彦深が5歳のとき、傅華が「家は貧しく子は小さいのに、どうやって生きていくことができよう」と彦深に言った。彦深は泣いて「もし天に哀れみがあるなら、子が大きくなって良い知らせもありましょう」と言った。傅華は息子の言葉に感動して、涙を流した。後に彦深が太常卿となると、帰宅して朝服も脱がず、まずは母に会って跪き、幼少の露命をつなぎ、母の教えでここにいったことを述べた。母子はともに泣くこと久しかった。傅華は後に宜陽国太妃となった[34][33][16]。
- 彦深が10歳のとき、司徒の崔光に面会して、将来を嘱望された[4][2][3]。
- 彦深の性格は聡明で、書記や会計を得意とし、あまり人と交遊せず、安閑とした暮らしを楽しんだ。いつも人に見られないように自邸の門外を掃き清めていた[4][2][5]。
- 王思政を潁川で包囲したとき、高澄は「わたしは昨夜狩猟の夢を見て、1群の猪に出会った。わたしはそれらを射てことごとく仕留めたが、ただ1頭の大猪だけを仕留めることができなかった。卿がわたしに取るよう言うと、たちまち残った大猪を仕留めて進むことができた」と彦深に言った。潁川が陥落すると、高澄は笑って「夢のしるしだったな」と言って、王思政の佩刀を彦深に与え、「卿が常にこの利を得られるように」と言った[9][2][8]。
- 彦深は東魏・北斉の高氏歴代に仕えて、常に側近にあり、温厚でつつましく、喜怒を顔に出さなかった。皇建年間以後は、礼遇がことに重く、皇帝の引見を受けても、官号で呼ばれて実名を出されなかった[15][33][16]。
- 彦深は人材を推薦するにあたって、実績を重んじて、軽薄な人物は歯牙にもかけなかった[15][33][16]。
- 常山王高演が北斉の政権を握ると、群臣の多くが帝位につくよう勧進したが、彦深はひとり沈黙を守った。高演が王晞に相談し、王晞が彦深に告げると、彦深はやむをえず勧進に動いた。かれの挙動は当時たいへん重んじられていた[15][33][16]。

## 家族
後漢の太傅趙憙の後裔と自称していた。
- 高祖父：趙難（清河郡太守）[35][2][3]
- 父：趙奉伯（北魏の中書舎人・行洛陽県令。司空の位を追贈された）[4][2][3]
- 母：傅華（483年 - 576年、清河郡貝丘県の人。済南郡太守傅天民の娘。東魏の武定末年に清河郡君となり、北斉の天統年間に平原郡長君となり、武平初年に宜陽国太妃となった。諡は貞穆）[36]

趙彦深には7人の子があり、とくに趙仲将が名を知られた。
- 趙仲将（草書・隷書を得意とした、万年県子、給事黄門侍郎・散騎常侍、隋の開皇年間に吏部郎となり、安州刺史に終わった）[34][33][37]
- 趙叔堅（中書侍郎）[38][33][39]

## 伝記資料
- 『北斉書』巻38 列伝第30
- 『北史』巻55 列伝第43